# Clásico añejo
El Clásico Añejo  o el Clásico histórico del fútbol colombiano, son las denominaciones que recibe el enfrentamiento entre el Millonarios y Deportivo Cali, el cual es la rivalidad más antigua del fútbol colombiano, después de los clásicos regionales.
Fue considerado como el "Superclásico del Fútbol Colombiano" durante las décadas de los 50s, 60s y 70s. Entre estos equipos se han disputado los títulos de 1949, 1959, 1961, 1962, 1963, 1967, 1969, 1972, 1978 y 1995-96, además ambos equipos están entre los tres primeros puestos en la Clasificación Histórica de la Categoría Primera A de Colombia. La rivalidad entre hinchas también se hace presente ya que ambas escuadras poseen barras bravas: los Comandos Azules Distrito Capital y Blue Rain por parte de Millonarios, y Frente Radical Verdiblanco por parte del Deportivo Cali que se han enfrentado variedad de veces ya sea en Bogotá o en Cali.

## Historia
Es uno de los partidos más parejos en Colombia, siendo uno de los más importantes en la historia del Fútbol Profesional Colombiano, debido a sus grandes disputas deportivas en la lucha por los títulos y los brillantes jugadores que han pasado por sus nóminas.

### Antecedentes
El antiguo Deportivo Cali A (Association) se constituye en 1942 como Club Deportivo Cali y en 1946 el Club Deportivo Municipal apodado Los Millonarios asume este nombre como el oficial, suprimiéndole el término Municipal.
Cuenta la historia del Deportivo Cali que en 1947, Millonarios que regresaba de su exitosa gira por Ecuador y le había ganado el primer Clásico ‘‘Nacional’’ de la historia al Boca Juniors de Cali, no aceptó jugar con el novel equipo azucarero que hacía sus primeros ‘‘pinitos’’ en el fútbol nacional, para no arriesgar su honor ante un rival aun de nivel aficionado. Finalmente ese mismo año jugarían en el único Torneo Interdepartamental que se jugó en el país antes del profesionalismo, disputado en Bogotá y ganado por Millonarios con segundo lugar de su clásico rival de plaza.
A finales de 1964 sería contratado el técnico Francisco Pancho Villegas que venía de dirigir al Cúcuta Deportivo. El conjunto caleñó no empezaría muy bien el campeonato, siendo un equipo muy irregular hasta que jugó con el equipo que en aquel entonces defendía el título, Millonarios, ganándole dos goles por cuatro, con tripleta de Iroldo Rodríguez. Más tarde enfrentaría al América de Cali en un clásico emotivo, pues el Cali perdía dos por cero a la altura del minuto 83 del segundo tiempo cuando en apenas seis minutos logró remontar el partido, saliendo como gran figura Jorge Ramírez Gallego. El Cali se coronaría campeón en Cúcuta venciendo al equipo motilón.
Para este campeonato el Deportivo Cali contrató al paraguayo Benicio Ferreira y a los argentinos , Óscar Desiderio, Carlos Antonieta, Juan Oleinicky y Adolfo Sangiovanni, los resultados no se hicieron esperar y el Cali de aquel entonces era conocido como La Amenaza Verde consiguiendo dos grandes invictos en el campeonato, el primero en las nueve primeras fechas y el segundo de 15 fechas. Para mucha gente este Cali fue uno de los mejores de la historia, por la talla de sus jugadores y sus resultados en el campeonato nacional. Se coronó campeón frente al Júnior cuando empató en Cali sin goles a tres fechas del fin del campeonato. Su arquero José Rosendo Toledo, estableció un récord de 510 minutos sin recibir goles entre el 15 de octubre.
Después del subcampeonato de 1968 ante Unión Magdalena el Deportivo Cali iniciaba un nuevo torneo contratando al Peruano Miguel Loayza y a otros colombianos como Jorge Davino, Luis Largacha y Alfonso Tovar. El verdiblanco quedaría campeón de torneo apertura y a la postre subcampeón del finalización. En aquel entonces el campeonato lo decidía un triangular final donde el equipo del Valle se ubicó con América de Cali y Millonarios ganándoles y quedando primero del triangular con siete puntos producto de tres victorias y un empate. En aquella temporada tuvo la temporada más goleadora, 103 goles en 56 partidos.

## Inicio del Profesionalismo y el Dorado
El primer Campeonato profesional de 1948 inicio con la paternidad azul que aunque por estrecho 
margen se mantiene hasta nuestros días, Millonarios logró una victoria por 3-2 en Bogotá en la tercera fecha, que parecía recuperarlo de la derrota por el mismo marcador ante la Universidad en la anterior fecha, luego en la segunda vuelta ganó por 4-2 en el entonces llamado Estadio de San Fernando, pero no le alcanzó a ninguno para pelear el título, Millonarios fue cuarto y el Cali fue antepenúltimo.
La rivalidad empezó en 1949, se enfrentaron dos de los más extraordinarios equipos de la historia de nuestro fútbol, el Millonarios del ‘‘Dorado’’ y el ‘‘Rodillo Negro’’ peruano del Cali. 
Pedernera y Di Stéfano contra Máximo Vides Mosquera y Valeriano López, ambos titulares indiscutidos de la Selección del Perú. El Deportivo Cali consiguió como local arrebatarle uno de los únicos cuatro empates que permitió Millonarios en ese año; el marcador fue de 3-3. La lucha por la Estrella se concentró entre los embajadores y los azucareros.
Millonarios y Deportivo Cali estaban empatados en 42 puntos, debido a que el juego de los azules con Medellín se había aplazado por lluvia, finalmente conseguiría la victoria por goleada de 4-0 y sumaría 2 puntos más que el Deportivo Cali. Precisamente la última fecha iba a enfrentar a los dos primeros del Campeonato en la Capital de la República, pero ese día el Deportivo Cali ganó por primera vez en su historia e inesperadamente a Millonarios por 2-0, le quitó 20 fechas de invicto, lo igualó en 44 puntos y obligó a jugar una serie extra por el título, la primera Final de la historia. 
El partido de ida de la final se jugó en Cali, el 20 de noviembre; Millonarios ganó 1-0 con gol del ‘‘Maestro’’ Pedernera. El juego de vuelta se disputó el 4 de diciembre en El Campín y Millos se coronó Campeón por primera vez con victoria 3-2, anotaciones de Di Stefano, Aguilera y de nuevo Pedernera para Millonarios y de Valeriano López y Gudice por los verdiblancos. Esto confirmaba que ambos cuadros al lado de Santa Fe, eran los únicos equipos del fútbol profesional colombiano, que nacieron grandes.
El 21 de mayo de 1950, el Deportivo Cali consiguió su mayor victoria de la historia ante Millonarios y de paso le propinó la peor derrota al equipo azul en la época del ‘‘Dorado’’ y su primera gran goleada en el torneo de la Dimayor. Una actuación brillante del gran Valeriano López que anotó 2 goles, ni Rossi, ni Pini, ni Zuluaga pudieron detenerlo, un 6-1 que dejó en la cuerda floja al técnico de los azules, ‘‘Cacho’’ Aldabe, que terminaría renunciando el 9 de junio. Al final Millonarios terminó Subcampeón, arrebatándole por dos puntos la posición al Deportivo Cali.
En 1951, El Ballet Azul de Millonarios en todo su esplendor obtiene su segundo Campeonato y el Deportivo Cali ocupa la Cuarta posición (lo mismo en 1952 y Sexto en 1953). El Boca Juniors es el subcampeón (lo mismo en 1952 y es Tercero en 1953) y nuevamente aparece como el gran rival de Millos, desplazando un poco al Deportivo Cali, así sería hasta el final del ‘‘Dorado’’. 
Sin embargo cabe destacar que el Cali fue uno de los únicos 4 equipos que logró empatarle al Ballet Azul en ese Campeonato, los demás perdieron.
En 1952 hay dos hechos particulares en cumplimiento del Clásico, el 19 de octubre, el arquero 
Julio Cozzi, anota el primer gol de un arquero en la historia de nuestro profesionalismo, venciendo de penal al arquero también argentino Julio Asciolo, luego de dos remates de Antonio 
Báez que habían sido anulados por el árbitro por invasión de área. Ambos ya se conocían cuando 
Cozzi atajaba en Platense y Asciolo en Defensores de Belgrano. Victoria 2-1 de los azules. En la penúltima fecha, el 22 de diciembre, Millonarios, considerado en ese entonces el mejor equipo del Mundo, le devuelve la gentileza del 21 de mayo de 1950, goleándolo por el mismo marcador 6-1 en Bogotá.
En 1953 se enfrentan en enero en disputa del Cuadrangular Internacional, Copa ‘‘República de 
Colombia’’, con los tres grandes del país (el otro es Santa Fe) y la invitación de River Plate de Argentina. Primero el Cali arranca volando, vence el 11 de enero por 3-2 a Millonarios, además de vencer a River y Santa Fe. Pero en la segunda vuelta cae en sus tres juegos, con Millonarios, el 2 de febrero cae por 3-1 en la Capital y al final el cuadro azul gana el Subtítulo detrás del club argentino, con 7 puntos, uno más que el Deportivo Cali.
Millonarios completó tres Estrellas consecutivas y un invicto de 24 fechas para 1954, mientras que el Deportivo Cali cumplía su peor campaña en el penúltimo lugar. Millonarios le ganó 3-1 en Cali y empataron 2-2 en Bogotá. La crisis del Deportivo Cali llegó en 1955 a su punto más hondo; terminó por única vez como colero del torneo, uno de sus únicos triunfos en ese año fue precisamente ante Millos, por 4-2 en Cali, en los juegos en Bogotá, empate 0-0 y victoria azul 2-0. La pésima situación económica del Cali sumada a ese último lugar, lo llevaron a la quiebra, la pérdida de la ficha de afiliado a la División Mayor y a la desaparición al final de la temporada, por lo que ya no estaría para 1956.

## El clásico a partir de la década de 1980
El último año en que el Millonarios-Deportivo Cali fue de lejos el partido más importante de Colombia fue 1979, en 1980 la crisis económica de Millonarios, la sequía de títulos de los azucareros y la consolidación de Atlético Nacional y la aparición del América de Cali como rival de ambos fueron los causantes. Los juegos en Bogotá terminaron con victoria azul 3-1 y caleña 3-2 mientras que en Cali, empataron 0-0 y ganó Deportivo Cali 3-2. Azules y verdes empataron en 26 puntos en el primer lugar del grupo A del torneo Finalización, ambos solo superados por Cúcuta Deportivo, ganador del grupo B. Debían definir la posición en dos partidos extras. En un gesto de grandeza y honor, Millonarios renuncia a jugar la serie y le cede el honor al cuadro azucarero, debido a esto la División Mayor les concede el derecho al título a ambos. Ya en las Semifinales, el Deportivo Cali le gana el segundo lugar a los azules y clasifica junto al América de Cali para el cuadrangular Final.
En 1981, se repite la historia, Deportivo Cali consigue el segundo triunfo colombiano en Argentina en la Copa Libertadores y el primero en cancha de River Plate, con gol y brillante noche de Willington Ortiz. El 22 de marzo, el cuadro embajador pierde en el Pascual Guerrero con el Cali por 1-0, a poco del final del juego se presente un penal a favor de Millonarios y el brasileño Mario de Queiroz contrariando las órdenes de Texeira, el técnico azul, que decía que lo debía patear su compatriota Valdomiro, desperdicia la oportunidad del empate.
El segundo Campeonato conquistado por el América en 1982 y dando la vuelta olímpica en El Campín ante Millonarios inclinó definitivamente a los escarlatas como el mayor rival de los azules, así mismo el Cali tenía ahora un rival de plaza muy poderoso y que se convertía en el equipo a vencer por todos. Para destacar la goleada 3-0 de los azules en el Finalización en El Campín.
En disputa del octogonal Final de 1983, el 4 de diciembre, Deportivo Cali vence a Millonarios por 2-0, con goles de Nadal y Mario Giraldo. Pero el Cali cometió un grave error, inscribió en la nómina del partido a Henry Otero, que no estaba inscrito ante la Dimayor. Millonarios demandó el partido y ganó los puntos, dándosele la victoria por 2-0.
En 1983 y 1984, el Deportivo Cali cayó en una terrible crisis, quedó por primera vez eliminado de las Finales, su situación financiera era terrible, debió vender su sede deportiva de ‘‘El Limonar’’ y entregar las divisiones menores a la Escuela Sarmiento Lora. Millonarios de nuevo luchó el título hasta el final con América de Cali y ya sin duda este juego era el gran Clásico en Colombia. El 12 de septiembre, Millonarios aplasta por 4-0 al Deportivo Cali en Bogotá, ese día debuta Juan Gilberto Funes, no hizo goles, pero dejó una excelente impresión.
Otro hecho para destacar es que solo Millonarios y Cali compartieron a los dos mejores jugadores colombianos de la historia, el ya mencionado Willington Ortiz (1972-1979 con Millonarios y 1980-1982 con Cali) y Carlos Valderrama (1984 con Millonarios y 1985-1987 y 1997 con Cali).
Juan Gilberto Funes paso 15 fechas sin convertir al final de 1984, luego consigue dos goles en la Copa Libertadores contra Guaraní y solamente vuelve a convertir hasta el 5 de mayo de 1985, 
Millonarios le gana al Deportivo Cali por 1-0 en El Campín, con gol del Búfalo de penal, pegándole mal al balón y ante el sufrimiento de sus compañeros. El 8 de diciembre y con el Octogonal en sus últimas fechas, Millonarios salva un empate 1-1 en Cali sobre el final con un gol con la mano de Funes. 
Al final Deportivo Cali termina Subcampeón con 20 puntos por 18 de Millonarios que es Tercero, perjudicado por su falta de bonificación y ambos postergados por América.
En 1986, Millonarios fue tercero del Apertura, campeón del Finalización y primero de la Reclasificación. El Deportivo Cali apenas es noveno del Apertura y cuarto del Finalización. En la Final de nuevo América los superó y ganó la Estrella, aunque con polémica incluida. En la última fecha se vieron las caras en busca del Subtítulo y el cupo a la Libertadores, que al final conquistó el Cali, pero solo el árbitro Gilberto Aristizabal sabe que el partido en la ‘‘Sultana del Valle’’ fue un vil atraco al cuadro embajador. Ganó Cali 2-1, pero le anuló dos goles legítimos a Millonarios y validó el segundo del Cali en claro fuera de lugar, lo que siempre se entendió como una ‘‘devolución de gentilezas’’ de parte del Cartel de Cali del que Aristizabal era propiedad, por la ‘‘vendida’’ del arquero ‘‘Gato’’ Fernández y los paraguayos del Cali en la fecha anterior para darle el título al América. Millonarios termina Tercero y fuera de la Copa Libertadores.
En 1987 Millonarios gana su Campeonato 12 y el Cali termina el octogonal Final de Sexto y sin triunfos importantes, vale la pena nombrar la victoria 4-1 de los caleños de local ante Millos en el Finalización, uno de los únicos cinco partidos, de 56, que perdió el campeón en todo el año.
El 2 de julio de 1988, Millonarios gana en el Pascual Guerrero por 1-0 al Deportivo Cali con gol de Oscar ‘‘Pájaro’’ Juárez. La última victoria de los embajadores en Cali contra los verdes había sido el 10 de julio de 1983 con gol del gran Alejandro Esteban Barberón (sin contar el partido que se le dio por ganado en diciembre del mismo año) Millonarios logra su Estrella 13 y Cali por segunda vez afuera de las Finales.

## Goleadores
El goleador histórico del partido entre verdes y azules (solo por Campeonato) es el argentino Alberto de Jesús ‘‘Tigre’’ Benítez del Deportivo Cali con 16 anotaciones y el mayor anotador de Millonarios es Miguel Ángel ‘‘Ringo’’ Converti con 8 tantos.

## Clásicos en el Fútbol Femenino
| Número | Fecha                   | Torneo                                  | Hora del Partido | Equipo local   | Resultado | Equipo visitante |
| ------ | ----------------------- | --------------------------------------- | ---------------- | -------------- | --------- | ---------------- |
| 1      | 25 de noviembre de 2020 | Liga Femenina - Cuartos de final ida    | 13:00            | Deportivo Cali | 2 - 1     | Millonarios      |
| 2      | 30 de noviembre de 2020 | Liga Femenina - Cuartos de final vuelta | 14:00            | Millonarios    | 3 - 1     | Deportivo Cali   |
| 3      | 14 de abril de 2022     | Liga Femenina                           | 16:00            | Deportivo Cali | 2 - 0     | Millonarios      |
| 4      | 14 de mayo de 2022      | Liga Femenina - Cuartos de final ida    | 15:00            | Millonarios    | 1 - 2     | Deportivo Cali   |
| 5      | 17 de mayo de 2022      | Liga Femenina - Cuartos de final vuelta | 15:00            | Deportivo Cali | 1 - 1     | Millonarios      |
| 6      | 25 de febrero de 2023   | Liga Femenina                           | 15:00            | Deportivo Cali | 1 - 1     | Millonarios      |
| 7      | 10 de junio de 2024     | Liga Femenina                           | 15:00            | Deportivo Cali | 0 - 0     | Millonarios      |
| 8      | 23 de junio de 2024     | Liga Femenina - Cuadrangulares          | 17:00            | Deportivo Cali | 2 - 1     | Millonarios      |
| 9      | 30 de junio de 2024     | Liga Femenina - Cuadrangulares          | 16:00            | Millonarios    | 1 - 0     | Deportivo Cali   |
| 10     | 9 de abril de 2025      | Liga Femenina                           | 17:30            | Deportivo Cali | 5 - 1     | Millonarios      |

## Clásicos en torneos internacionales
| Número | Fecha                  | Torneo            | Equipo local   | Resultado     | Equipo visitante |
| ------ | ---------------------- | ----------------- | -------------- | ------------- | ---------------- |
| 1      | 14 de febrero de 1968  | Copa Libertadores | Millonarios    | 4 - 2         | Deportivo Cali   |
| 2      | 28 de febrero de 1968  | Copa Libertadores | Deportivo Cali | 1 - 0         | Millonarios      |
| 3      | 15 de marzo de 1973    | Copa Libertadores | Millonarios    | 6 - 2         | Deportivo Cali   |
| 4      | 21 de marzo de 1973    | Copa Libertadores | Deportivo Cali | 0 - 0         | Millonarios      |
| 5      | 14 de marzo de 1979    | Copa Libertadores | Millonarios    | 1 - 1         | Deportivo Cali   |
| 6      | 4 de mayo de 1979      | Copa Libertadores | Deportivo Cali | 2 - 0         | Millonarios      |
| 7      | 27 de febrero de 1997  | Copa Libertadores | Deportivo Cali | 1 - 2         | Millonarios      |
| 8      | 19 de marzo de 1997    | Copa Libertadores | Millonarios    | 2 - 2         | Deportivo Cali   |
| 9      | 28 de octubre de 2020  | Copa Sudamericana | Millonarios    | 1 - 2         | Deportivo Cali   |
| 10     | 4 de noviembre de 2020 | Copa Sudamericana | Deportivo Cali | 1 - 2 (5-4p.) | Millonarios      |

## Clásicos en Torneos Largos
| Número | Fecha                    | Torneo                | Equipo local   | Resultado     | Equipo visitante |
| ------ | ------------------------ | --------------------- | -------------- | ------------- | ---------------- |
| 1      | 29 de agosto de 1948     | Campeonato colombiano | Millonarios    | 3 - 2         | Deportivo Cali   |
| 2      | 7 de noviembre de 1948   | Campeonato colombiano | Deportivo Cali | 2 - 4         | Millonarios      |
| 3      | 31 de julio de 1949      | Campeonato colombiano | Deportivo Cali | 3 - 3         | Millonarios      |
| 4      | 6 de noviembre de 1949   | Campeonato colombiano | Millonarios    | 0 - 2         | Deportivo Cali   |
| 5      | 20 de noviembre de 1949  | Campeonato colombiano | Deportivo Cali | 0 - 1         | Millonarios      |
| 6      | 4 de diciembre de 1949   | Campeonato colombiano | Millonarios    | 3 - 2         | Deportivo Cali   |
| 7      | 21 de mayo de 1950       | Campeonato colombiano | Deportivo Cali | 6 - 1         | Millonarios      |
| 8      | 10 de septiembre de 1950 | Campeonato colombiano | Millonarios    | 2 - 0         | Deportivo Cali   |
| 9      | 1 de julio de 1951       | Campeonato colombiano | Millonarios    | 2 - 1         | Deportivo Cali   |
| 10     | 11 de noviembre de 1951  | Campeonato colombiano | Deportivo Cali | 0 - 0         | Millonarios      |
| 11     | 8 de junio de 1952       | Campeonato colombiano | Deportivo Cali | 1 - 1         | Millonarios      |
| 12     | 19 de octubre de 1952    | Campeonato colombiano | Millonarios    | 2 - 1         | Deportivo Cali   |
| 13     | 24 de mayo de 1953       | Campeonato colombiano | Deportivo Cali | 2 - 4         | Millonarios      |
| 14     | 6 de septiembre de 1953  | Campeonato colombiano | Millonarios    | 3 - 1         | Deportivo Cali   |
| 15     | 4 de abril de 1954       | Campeonato colombiano | Deportivo Cali | 1 - 3         | Millonarios      |
| 16     | 15 de agosto de 1954     | Campeonato colombiano | Millonarios    | 2 - 2         | Deportivo Cali   |
| 17     | 22 de mayo de 1955       | Campeonato colombiano | Millonarios    | 0 - 0         | Deportivo Cali   |
| 18     | 7 de agosto de 1955      | Campeonato colombiano | Deportivo Cali | 4 - 2         | Millonarios      |
| 19     | 9 de octubre de 1955     | Campeonato colombiano | Millonarios    | 2 - 0         | Deportivo Cali   |
| 20     | 26 de abril de 1959      | Campeonato colombiano | Deportivo Cali | 2 - 2         | Millonarios      |
| 21     | 20 de septiembre de 1959 | Campeonato colombiano | Deportivo Cali | 1 - 2         | Millonarios      |
| 22     | 20 de septiembre de 1959 | Campeonato colombiano | Millonarios    | 0 - 1         | Deportivo Cali   |
| 23     | 29 de noviembre de 1959  | Campeonato colombiano | Millonarios    | 1 - 1         | Deportivo Cali   |
| 24     | 26 de mayo de 1960       | Campeonato colombiano | Deportivo Cali | 3 - 2         | Millonarios      |
| 25     | 24 de julio de 1960      | Campeonato colombiano | Millonarios    | 2 - 3         | Deportivo Cali   |
| 26     | 9 de octubre de 1960     | Campeonato colombiano | Deportivo Cali | 1 - 0         | Millonarios      |
| 27     | 11 de diciembre de 1960  | Campeonato colombiano | Millonarios    | 2 - 2         | Deportivo Cali   |
| 28     | 26 de marzo de 1961      | Campeonato colombiano | Millonarios    | 3 - 2         | Deportivo Cali   |
| 29     | 12 de junio de 1961      | Campeonato colombiano | Deportivo Cali | 1 - 2         | Millonarios      |
| 30     | 13 de agosto de 1961     | Campeonato colombiano | Millonarios    | 3 - 2         | Deportivo Cali   |
| 31     | 29 de octubre de 1961    | Campeonato colombiano | Deportivo Cali | 0 - 0         | Millonarios      |
| 32     | 4 de marzo de 1962       | Campeonato colombiano | Deportivo Cali | 2 - 1         | Millonarios      |
| 33     | 27 de mayo de 1962       | Campeonato colombiano | Millonarios    | 7 - 0         | Deportivo Cali   |
| 34     | 12 de agosto de 1962     | Campeonato colombiano | Deportivo Cali | 3 - 2         | Millonarios      |
| 35     | 28 de octubre de 1962    | Campeonato colombiano | Millonarios    | 3 - 2         | Deportivo Cali   |
| 36     | 24 de marzo de 1963      | Campeonato colombiano | Deportivo Cali | 1 - 1         | Millonarios      |
| 37     | 9 de junio de 1963       | Campeonato colombiano | Millonarios    | 3 - 2         | Deportivo Cali   |
| 38     | 18 de agosto de 1963     | Campeonato colombiano | Deportivo Cali | 0 - 1         | Millonarios      |
| 39     | 17 de noviembre de 1963  | Campeonato colombiano | Millonarios    | 2 - 3         | Deportivo Cali   |
| 40     | 22 de marzo de 1964      | Campeonato colombiano | Millonarios    | 1 - 0         | Deportivo Cali   |
| 41     | 31 de mayo de 1964       | Campeonato colombiano | Deportivo Cali | 3 - 2         | Millonarios      |
| 42     | 16 de agosto de 1964     | Campeonato colombiano | Millonarios    | 3 - 3         | Deportivo Cali   |
| 43     | 11 de noviembre de 1964  | Campeonato colombiano | Deportivo Cali | 0 - 0         | Millonarios      |
| 44     | 31 de enero de 1965      | Campeonato colombiano | Deportivo Cali | 1 - 1         | Millonarios      |
| 45     | 25 de abril de 1965      | Campeonato colombiano | Millonarios    | 2 - 3         | Deportivo Cali   |
| 46     | 11 de julio de 1965      | Campeonato colombiano | Deportivo Cali | 1 - 0         | Millonarios      |
| 47     | 10 de octubre de 1965    | Campeonato colombiano | Millonarios    | 2 - 2         | Deportivo Cali   |
| 48     | 8 de mayo de 1966        | Campeonato colombiano | Deportivo Cali | 4 - 1         | Millonarios      |
| 49     | 17 de julio de 1966      | Campeonato colombiano | Millonarios    | 3 - 0         | Deportivo Cali   |
| 50     | 9 de octubre de 1966     | Campeonato colombiano | Deportivo Cali | 2 - 2         | Millonarios      |
| 51     | 18 de diciembre de 1966  | Campeonato colombiano | Millonarios    | 3 - 2         | Deportivo Cali   |
| 52     | 12 de marzo de 1967      | Campeonato colombiano | Millonarios    | 1 - 2         | Deportivo Cali   |
| 53     | 28 de mayo de 1967       | Campeonato colombiano | Deportivo Cali | 3 - 3         | Millonarios      |
| 54     | 6 de agosto de 1967      | Campeonato colombiano | Millonarios    | 2 - 1         | Deportivo Cali   |
| 55     | 29 de octubre de 1967    | Campeonato colombiano | Deportivo Cali | 1 - 0         | Millonarios      |
| 56     | 12 de mayo de 1968       | Campeonato colombiano | Millonarios    | 4 - 0         | Deportivo Cali   |
| 57     | 6 de junio de 1968       | Campeonato colombiano | Deportivo Cali | 1 - 1         | Millonarios      |
| 58     | 20 de octubre de 1968    | Campeonato colombiano | Millonarios    | 1 - 1         | Deportivo Cali   |
| 59     | 20 de noviembre de 1968  | Campeonato colombiano | Deportivo Cali | 1 - 0         | Millonarios      |
| 60     | 18 de mayo de 1969       | Campeonato colombiano | Millonarios    | 2 - 1         | Deportivo Cali   |
| 61     | 18 de junio de 1969      | Campeonato colombiano | Deportivo Cali | 2 - 2         | Millonarios      |
| 62     | 17 de octubre de 1969    | Campeonato colombiano | Deportivo Cali | 0 - 2         | Millonarios      |
| 63     | 16 de noviembre de 1969  | Campeonato colombiano | Millonarios    | 1 - 0         | Deportivo Cali   |
| 64     | 19 de diciembre de 1969  | Campeonato colombiano | Millonarios    | 1 - 1         | Deportivo Cali   |
| 65     | 21 de diciembre de 1969  | Campeonato colombiano | Deportivo Cali | 0 - 0         | Millonarios      |
| 66     | 23 de diciembre de 1969  | Campeonato colombiano | Millonarios    | 1 - 1 (5 - 0) | Deportivo Cali   |
| 67     | 18 de enero de 1970      | Campeonato colombiano | Millonarios    | 0 - 1         | Deportivo Cali   |
| 68     | 25 de enero de 1970      | Campeonato colombiano | Deportivo Cali | 1 - 0         | Millonarios      |
| 69     | 17 de abril de 1970      | Campeonato colombiano | Millonarios    | 1 - 1         | Deportivo Cali   |
| 70     | 5 de junio de 1970       | Campeonato colombiano | Deportivo Cali | 1 - 0         | Millonarios      |
| 71     | 20 de septiembre de 1970 | Campeonato colombiano | Deportivo Cali | 2 - 0         | Millonarios      |
| 72     | 13 de diciembre de 1970  | Campeonato colombiano | Millonarios    | 1 - 0         | Deportivo Cali   |
| 73     | 21 de abril de 1971      | Campeonato colombiano | Millonarios    | 1 - 3         | Deportivo Cali   |
| 74     | 30 de mayo de 1971       | Campeonato colombiano | Deportivo Cali | 1 - 0         | Millonarios      |
| 75     | 17 de octubre de 1971    | Campeonato colombiano | Millonarios    | 3 - 0         | Deportivo Cali   |
| 76     | 18 de noviembre de 1971  | Campeonato colombiano | Deportivo Cali | 0 - 2         | Millonarios      |
| 77     | 17 de diciembre de 1971  | Campeonato colombiano | Millonarios    | 2 - 1         | Deportivo Cali   |
| 78     | 23 de diciembre de 1971  | Campeonato colombiano | Deportivo Cali | 1 - 3         | Millonarios      |
| 79     | 12 de marzo de 1972      | Campeonato colombiano | Deportivo Cali | 1 - 1         | Millonarios      |
| 80     | 1 de junio de 1972       | Campeonato colombiano | Millonarios    | 2 - 0         | Deportivo Cali   |
| 81     | 16 de julio de 1972      | Campeonato colombiano | Millonarios    | 0 - 1         | Deportivo Cali   |
| 82     | 1 de octubre de 1972     | Campeonato colombiano | Deportivo Cali | 2 - 3         | Millonarios      |
| 83     | 10 de diciembre de 1972  | Campeonato colombiano | Millonarios    | 2 - 0         | Deportivo Cali   |
| 84     | 17 de diciembre de 1972  | Campeonato colombiano | Deportivo Cali | 3 - 2         | Millonarios      |
| 85     | 17 de enero de 1973      | Campeonato colombiano | Deportivo Cali | 1 - 1         | Millonarios      |
| 86     | 28 de enero de 1973      | Campeonato colombiano | Millonarios    | 0 - 0         | Deportivo Cali   |
| 87     | 29 de abril de 1973      | Campeonato colombiano | Deportivo Cali | 0 - 0         | Millonarios      |
| 88     | 15 de julio de 1973      | Campeonato colombiano | Millonarios    | 1 - 2         | Deportivo Cali   |
| 89     | 26 de agosto de 1973     | Campeonato colombiano | Millonarios    | 2 - 0         | Deportivo Cali   |
| 90     | 4 de noviembre de 1973   | Campeonato colombiano | Deportivo Cali | 1 - 0         | Millonarios      |
| 91     | 14 de diciembre de 1973  | Campeonato colombiano | Deportivo Cali | 1 - 0         | Millonarios      |
| 92     | 23 de diciembre de 1973  | Campeonato colombiano | Millonarios    | 0 - 0         | Deportivo Cali   |
| 93     | 26 de diciembre de 1973  | Campeonato colombiano | Millonarios    | 2 - 1         | Deportivo Cali   |
| 94     | 28 de diciembre de 1973  | Campeonato colombiano | Deportivo Cali | 1 - 1         | Millonarios      |
| 95     | 10 de marzo de 1974      | Campeonato colombiano | Deportivo Cali | 3 - 2         | Millonarios      |
| 96     | 23 de mayo de 1974       | Campeonato colombiano | Millonarios    | 0 - 1         | Deportivo Cali   |
| 97     | 15 de agosto de 1974     | Campeonato colombiano | Millonarios    | 0 - 1         | Deportivo Cali   |
| 98     | 3 de noviembre de 1974   | Campeonato colombiano | Deportivo Cali | 0 - 0         | Millonarios      |
| 99     | 1 de diciembre de 1974   | Campeonato colombiano | Millonarios    | 0 - 1         | Deportivo Cali   |
| 100    | 15 de diciembre de 1974  | Campeonato colombiano | Deportivo Cali | 2 - 1         | Millonarios      |
| 101    | 27 de abril de 1975      | Campeonato colombiano | Deportivo Cali | 2 - 2         | Millonarios      |
| 102    | 29 de junio de 1975      | Campeonato colombiano | Millonarios    | 3 - 0         | Deportivo Cali   |
| 103    | 3 de agosto de 1975      | Campeonato colombiano | Millonarios    | 0 - 0         | Deportivo Cali   |
| 104    | 12 de octubre de 1975    | Campeonato colombiano | Deportivo Cali | 4 - 2         | Millonarios      |
| 105    | 30 de noviembre de 1975  | Campeonato colombiano | Deportivo Cali | 3 - 0         | Millonarios      |
| 106    | 21 de diciembre de 1975  | Campeonato colombiano | Millonarios    | 1 - 0         | Deportivo Cali   |
| 107    | 25 de abril de 1976      | Campeonato colombiano | Millonarios    | 0 - 0         | Deportivo Cali   |
| 108    | 11 de julio de 1976      | Campeonato colombiano | Deportivo Cali | 1 - 1         | Millonarios      |
| 109    | 19 de agosto de 1976     | Campeonato colombiano | Millonarios    | 1 - 1         | Deportivo Cali   |
| 110    | 24 de octubre de 1976    | Campeonato colombiano | Deportivo Cali | 1 - 1         | Millonarios      |
| 111    | 14 de noviembre de 1976  | Campeonato colombiano | Deportivo Cali | 2 - 1         | Millonarios      |
| 112    | 5 de diciembre de 1976   | Campeonato colombiano | Millonarios    | 1 - 0         | Deportivo Cali   |
| 113    | 17 de marzo de 1977      | Campeonato colombiano | Millonarios    | 1 - 2         | Deportivo Cali   |
| 114    | 2 de junio de 1977       | Campeonato colombiano | Deportivo Cali | 2 - 1         | Millonarios      |
| 115    | 28 de agosto de 1977     | Campeonato colombiano | Millonarios    | 0 - 2         | Deportivo Cali   |
| 116    | 6 de noviembre de 1977   | Campeonato colombiano | Deportivo Cali | 0 - 1         | Millonarios      |
| 117    | 23 de noviembre de 1977  | Campeonato colombiano | Millonarios    | 3 - 1         | Deportivo Cali   |
| 118    | 14 de diciembre de 1977  | Campeonato colombiano | Deportivo Cali | 4 - 0         | Millonarios      |
| 119    | 5 de abril de 1978       | Campeonato colombiano | Deportivo Cali | 2 - 2         | Millonarios      |
| 120    | 28 de mayo de 1978       | Campeonato colombiano | Millonarios    | 0 - 2         | Deportivo Cali   |
| 121    | 6 de septiembre de 1978  | Campeonato colombiano | Millonarios    | 1 - 1         | Deportivo Cali   |
| 122    | 1 de octubre de 1978     | Campeonato colombiano | Deportivo Cali | 2 - 4         | Millonarios      |
| 123    | 10 de diciembre de 1978  | Campeonato colombiano | Millonarios    | 0 - 0         | Deportivo Cali   |
| 124    | 17 de diciembre de 1978  | Campeonato colombiano | Deportivo Cali | 1 - 1         | Millonarios      |
| 125    | 1 de junio de 1979       | Campeonato colombiano | Deportivo Cali | 3 - 2         | Millonarios      |
| 126    | 17 de junio de 1979      | Campeonato colombiano | Millonarios    | 1 - 1         | Deportivo Cali   |
| 127    | 12 de agosto de 1979     | Campeonato colombiano | Millonarios    | 1 - 2         | Deportivo Cali   |
| 128    | 21 de octubre de 1979    | Campeonato colombiano | Deportivo Cali | 1 - 4         | Millonarios      |
| 129    | 2 de marzo de 1980       | Campeonato colombiano | Millonarios    | 2 - 3         | Deportivo Cali   |
| 130    | 11 de mayo de 1980       | Campeonato colombiano | Deportivo Cali | 3 - 2         | Millonarios      |
| 131    | 17 de agosto de 1980     | Campeonato colombiano | Deportivo Cali | 0 - 0         | Millonarios      |
| 132    | 15 de octubre de 1980    | Campeonato colombiano | Millonarios    | 3 - 1         | Deportivo Cali   |
| 133    | 9 de noviembre de 1980   | Campeonato colombiano | Millonarios    | 1 - 1         | Deportivo Cali   |
| 134    | 16 de noviembre de 1980  | Campeonato colombiano | Deportivo Cali | 4 - 1         | Millonarios      |
| 135    | 22 de marzo de 1981      | Campeonato colombiano | Deportivo Cali | 1 - 0         | Millonarios      |
| 136    | 18 de junio de 1981      | Campeonato colombiano | Millonarios    | 2 - 1         | Deportivo Cali   |
| 137    | 19 de agosto de 1981     | Campeonato colombiano | Deportivo Cali | 1 - 2         | Millonarios      |
| 138    | 11 de octubre de 1981    | Campeonato colombiano | Millonarios    | 1 - 1         | Deportivo Cali   |
| 139    | 7 de marzo de 1982       | Campeonato colombiano | Deportivo Cali | 2 - 0         | Millonarios      |
| 140    | 5 de mayo de 1982        | Campeonato colombiano | Millonarios    | 1 - 2         | Deportivo Cali   |
| 141    | 29 de agosto de 1982     | Campeonato colombiano | Millonarios    | 3 - 0         | Deportivo Cali   |
| 142    | 4 de noviembre de 1982   | Campeonato colombiano | Millonarios    | 0 - 0         | Deportivo Cali   |
| 143    | 1 de diciembre de 1982   | Campeonato colombiano | Deportivo Cali | 1 - 1         | Millonarios      |
| 144    | 10 de julio de 1983      | Campeonato colombiano | Deportivo Cali | 0 - 1         | Millonarios      |
| 145    | 9 de octubre de 1983     | Campeonato colombiano | Millonarios    | 3 - 1         | Deportivo Cali   |
| 146    | 6 de noviembre de 1983   | Campeonato colombiano | Millonarios    | 0 - 0         | Deportivo Cali   |
| 147    | 4 de diciembre de 1983   | Campeonato colombiano | Deportivo Cali | 0 - 2         | Millonarios      |
| 148    | 2 de julio de 1984       | Campeonato colombiano | Deportivo Cali | 1 - 1         | Millonarios      |
| 149    | 12 de septiembre de 1984 | Campeonato colombiano | Millonarios    | 4 - 0         | Deportivo Cali   |
| 150    | 10 de abril de 1985      | Campeonato colombiano | Deportivo Cali | 1 - 0         | Millonarios      |
| 151    | 5 de mayo de 1985        | Campeonato colombiano | Millonarios    | 1 - 0         | Deportivo Cali   |
| 152    | 25 de julio de 1985      | Campeonato colombiano | Deportivo Cali | 1 - 0         | Millonarios      |
| 153    | 22 de septiembre de 1985 | Campeonato colombiano | Millonarios    | 3 - 1         | Deportivo Cali   |
| 154    | 13 de noviembre de 1985  | Campeonato colombiano | Millonarios    | 2 - 1         | Deportivo Cali   |
| 155    | 11 de diciembre de 1985  | Campeonato colombiano | Deportivo Cali | 1 - 1         | Millonarios      |
| 156    | 16 de marzo de 1986      | Campeonato colombiano | Millonarios    | 2 - 0         | Deportivo Cali   |
| 157    | 1 de mayo de 1986        | Campeonato colombiano | Deportivo Cali | 1 - 1         | Millonarios      |
| 158    | 16 de julio de 1986      | Campeonato colombiano | Millonarios    | 1 - 1         | Deportivo Cali   |
| 159    | 14 de septiembre de 1986 | Campeonato colombiano | Deportivo Cali | 3 - 0         | Millonarios      |
| 160    | 2 de noviembre de 1986   | Campeonato colombiano | Millonarios    | 2 - 1         | Deportivo Cali   |
| 161    | 30 de noviembre de 1986  | Campeonato colombiano | Deportivo Cali | 2 - 1         | Millonarios      |
| 162    | 1 de marzo de 1987       | Campeonato colombiano | Deportivo Cali | 1 - 1         | Millonarios      |
| 163    | 19 de abril de 1987      | Campeonato colombiano | Millonarios    | 3 - 3         | Deportivo Cali   |
| 164    | 24 de junio de 1987      | Campeonato colombiano | Deportivo Cali | 4 - 1         | Millonarios      |
| 165    | 13 de septiembre de 1987 | Campeonato colombiano | Millonarios    | 3 - 1         | Deportivo Cali   |
| 166    | 8 de noviembre de 1987   | Campeonato colombiano | Deportivo Cali | 1 - 1         | Millonarios      |
| 167    | 6 de diciembre de 1987   | Campeonato colombiano | Millonarios    | 3 - 0         | Deportivo Cali   |
| 168    | 2 de julio de 1988       | Campeonato colombiano | Deportivo Cali | 0 - 1         | Millonarios      |
| 169    | 25 de septiembre de 1988 | Campeonato colombiano | Millonarios    | 2 - 1         | Deportivo Cali   |
| 170    | 3 de mayo de 1989        | Campeonato colombiano | Millonarios    | 2 - 0         | Deportivo Cali   |
| 171    | 27 de septiembre de 1989 | Campeonato colombiano | Deportivo Cali | 0 - 0         | Millonarios      |
| 172    | 9 de mayo de 1990        | Campeonato colombiano | Millonarios    | 2 - 1         | Deportivo Cali   |
| 173    | 16 de mayo de 1990       | Campeonato colombiano | Deportivo Cali | 2 - 2         | Millonarios      |
| 174    | 16 de agosto de 1990     | Campeonato colombiano | Millonarios    | 2 - 0         | Deportivo Cali   |
| 175    | 3 de octubre de 1990     | Campeonato colombiano | Deportivo Cali | 0 - 0         | Millonarios      |
| 176    | 14 de agosto de 1991     | Campeonato colombiano | Deportivo Cali | 0 - 1         | Millonarios      |
| 177    | 2 de octubre de 1991     | Campeonato colombiano | Millonarios    | 2 - 1         | Deportivo Cali   |
| 178    | 5 de abril de 1992       | Campeonato colombiano | Millonarios    | 0 - 1         | Deportivo Cali   |
| 179    | 31 de mayo de 1992       | Campeonato colombiano | Deportivo Cali | 1 - 0         | Millonarios      |
| 180    | 2 de agosto de 1992      | Campeonato colombiano | Millonarios    | 1 - 0         | Deportivo Cali   |
| 181    | 11 de octubre de 1992    | Campeonato colombiano | Deportivo Cali | 3 - 0         | Millonarios      |
| 182    | 8 de noviembre de 1992   | Campeonato colombiano | Deportivo Cali | 2 - 0         | Millonarios      |
| 183    | 22 de noviembre de 1992  | Campeonato colombiano | Millonarios    | 0 - 1         | Deportivo Cali   |
| 184    | 21 de marzo de 1993      | Campeonato colombiano | Deportivo Cali | 3 - 0         | Millonarios      |
| 185    | 9 de mayo de 1993        | Campeonato colombiano | Millonarios    | 3 - 1         | Deportivo Cali   |
| 186    | 25 de agosto de 1993     | Campeonato colombiano | Millonarios    | 3 - 0         | Deportivo Cali   |
| 187    | 21 de octubre de 1993    | Campeonato colombiano | Deportivo Cali | 2 - 0         | Millonarios      |
| 188    | 27 de marzo de 1994      | Campeonato colombiano | Deportivo Cali | 2 - 1         | Millonarios      |
| 189    | 17 de abril de 1994      | Campeonato colombiano | Millonarios    | 4 - 1         | Deportivo Cali   |
| 190    | 21 de agosto de 1994     | Campeonato colombiano | Deportivo Cali | 1 - 0         | Millonarios      |
| 191    | 26 de octubre de 1994    | Campeonato colombiano | Millonarios    | 3 - 0         | Deportivo Cali   |
| 192    | 20 de abril de 1995      | Campeonato colombiano | Deportivo Cali | 3 - 0         | Millonarios      |
| 193    | 11 de junio de 1995      | Campeonato colombiano | Millonarios    | 3 - 3         | Deportivo Cali   |
| 194    | 1 de octubre de 1995     | Campeonato colombiano | Deportivo Cali | 2 - 1         | Millonarios      |
| 195    | 26 de noviembre de 1995  | Campeonato colombiano | Millonarios    | 2 - 2         | Deportivo Cali   |
| 196    | 11 de febrero de 1996    | Campeonato colombiano | Deportivo Cali | 2 - 0         | Millonarios      |
| 197    | 7 de abril de 1996       | Campeonato colombiano | Millonarios    | 3 - 2         | Deportivo Cali   |
| 198    | 27 de junio de 1996      | Campeonato colombiano | Deportivo Cali | 4 - 1         | Millonarios      |
| 199    | 30 de junio de 1996      | Campeonato colombiano | Millonarios    | 3 - 1         | Deportivo Cali   |
| 200    | 29 de septiembre de 1996 | Campeonato colombiano | Millonarios    | 1 - 1         | Deportivo Cali   |
| 201    | 11 de enero de 1997      | Campeonato colombiano | Deportivo Cali | 2 - 1         | Millonarios      |
| 202    | 9 de marzo de 1997       | Campeonato colombiano | Deportivo Cali | 2 - 0         | Millonarios      |
| 203    | 6 de abril de 1997       | Campeonato colombiano | Millonarios    | 2 - 3         | Deportivo Cali   |
| 204    | 16 de julio de 1997      | Campeonato colombiano | Deportivo Cali | 1 - 0         | Millonarios      |
| 205    | 1 de octubre de 1997     | Campeonato colombiano | Millonarios    | 1 - 1         | Deportivo Cali   |
| 206    | 8 de abril de 1998       | Campeonato colombiano | Millonarios    | 2 - 1         | Deportivo Cali   |
| 207    | 13 de septiembre de 1998 | Campeonato colombiano | Deportivo Cali | 0 - 2         | Millonarios      |
| 208    | 14 de octubre de 1998    | Campeonato colombiano | Millonarios    | 0 - 1         | Deportivo Cali   |
| 209    | 8 de noviembre de 1998   | Campeonato colombiano | Deportivo Cali | 1 - 1         | Millonarios      |
| 210    | 29 de noviembre de 1998  | Campeonato colombiano | Millonarios    | 0 - 2         | Deportivo Cali   |
| 211    | 2 de diciembre de 1998   | Campeonato colombiano | Deportivo Cali | 3 - 0         | Millonarios      |
| 212    | 28 de abril de 1999      | Campeonato colombiano | Deportivo Cali | 2 - 0         | Millonarios      |
| 213    | 6 de octubre de 1999     | Campeonato colombiano | Millonarios    | 1 - 1         | Deportivo Cali   |
| 214    | 24 de noviembre de 1999  | Campeonato colombiano | Deportivo Cali | 3 - 1         | Millonarios      |
| 215    | 28 de noviembre de 1999  | Campeonato colombiano | Millonarios    | 2 - 1         | Deportivo Cali   |
| 216    | 2 de julio de 2000       | Campeonato colombiano | Deportivo Cali | 1 - 0         | Millonarios      |
| 217    | 26 de noviembre de 2000  | Campeonato colombiano | Millonarios    | 2 - 0         | Deportivo Cali   |
| 218    | 11 de marzo de 2001      | Campeonato colombiano | Deportivo Cali | 2 - 0         | Millonarios      |
| 219    | 20 de mayo de 2001       | Campeonato colombiano | Millonarios    | 2 - 0         | Deportivo Cali   |
| 220    | 26 de agosto de 2001     | Campeonato colombiano | Millonarios    | 1 - 4         | Deportivo Cali   |
| 221    | 14 de octubre de 2001    | Campeonato colombiano | Deportivo Cali | 3 - 1         | Millonarios      |

## Clásicos en Torneos Cortos
| Número | Fecha                    | Torneo                                         | Hora del Partido | Equipo local   | Resultado     | Equipo visitante |
| ------ | ------------------------ | ---------------------------------------------- | ---------------- | -------------- | ------------- | ---------------- |
| 222    | 8 de mayo de 2002        | Torneo Apertura                                | 20:30            | Deportivo Cali | 2 - 0         | Millonarios      |
| 223    | 18 de agosto de 2002     | Torneo Finalización                            | 15:30            | Millonarios    | 0 - 1         | Deportivo Cali   |
| 224    | 20 de abril de 2003      | Torneo Apertura                                | 15:30            | Millonarios    | 2 - 1         | Deportivo Cali   |
| 225    | 8 de octubre de 2003     | Torneo Finalización                            | 20:30            | Deportivo Cali | 3 - 0         | Millonarios      |
| 226    | 22 de noviembre de 2003  | Torneo Finalización (Cuadrangulares)           | 18:30            | Deportivo Cali | 1 - 1         | Millonarios      |
| 227    | 7 de diciembre de 2003   | Torneo Finalización (Cuadrangulares)           | 17:30            | Millonarios    | 2 - 3         | Deportivo Cali   |
| 228    | 12 de mayo de 2004       | Torneo Apertura                                | 20:30            | Millonarios    | 2 - 0         | Deportivo Cali   |
| 229    | 31 de octubre de 2004    | Torneo Finalización                            | 15:30            | Deportivo Cali | 2 - 0         | Millonarios      |
| 230    | 11 de mayo de 2005       | Torneo Apertura                                | 20:30            | Deportivo Cali | 4 - 2         | Millonarios      |
| 231    | 30 de octubre de 2005    | Torneo Finalización                            | 15:30            | Millonarios    | 1 - 2         | Deportivo Cali   |
| 232    | 8 de mayo de 2006        | Torneo Apertura                                | 15:30            | Millonarios    | 0 - 1         | Deportivo Cali   |
| 233    | 15 de octubre de 2006    | Torneo Finalización                            | 15:30            | Deportivo Cali | 0 - 1         | Millonarios      |
| 234    | 18 de febrero de 2007    | Torneo Apertura                                | 17:30            | Deportivo Cali | 2 - 0         | Millonarios      |
| 235    | 5 de agosto de 2007      | Torneo Finalización                            | 19:00            | Millonarios    | 1 - 2         | Deportivo Cali   |
| 236    | 26 de julio de 2008      | Torneo Apertura                                | 19:30            | Deportivo Cali | 0 - 0         | Millonarios      |
| 237    | 26 de julio de 2008      | Torneo Finalización                            | 18:30            | Millonarios    | 2 - 3         | Deportivo Cali   |
| 238    | 5 de abril de 2009       | Torneo Apertura                                | 17:30            | Millonarios    | 1 - 0         | Deportivo Cali   |
| 239    | 20 de septiembre de 2009 | Torneo Finalización                            | 17:30            | Deportivo Cali | 0 - 1         | Millonarios      |
| 240    | 2 de febrero de 2010     | Torneo Apertura                                | 18:30            | Deportivo Cali | 4 - 1         | Millonarios      |
| 241    | 24 de julio de 2010      | Torneo Finalización                            | 18:30            | Millonarios    | 1 - 0         | Deportivo Cali   |
| 242    | 12 de marzo de 2011      | Torneo Apertura                                | 18:30            | Deportivo Cali | 0 - 0         | Millonarios      |
| 243    | 18 de septiembre de 2011 | Torneo Finalización                            | 17:30            | Millonarios    | 3 - 1         | Deportivo Cali   |
| 244    | 10 de marzo de 2012      | Torneo Apertura                                | 18:30            | Deportivo Cali | 1 - 0         | Millonarios      |
| 245    | 2 de septiembre de 2012  | Torneo Finalización                            | 17:00            | Millonarios    | 0 - 0         | Deportivo Cali   |
| 246    | 11 de mayo de 2013       | Torneo Apertura                                | 19:45            | Deportivo Cali | 2 - 2         | Millonarios      |
| 247    | 22 de junio de 2013      | Torneo Apertura (Cuadrangulares)               | 19:45            | Deportivo Cali | 1 - 0         | Millonarios      |
| 248    | 26 de junio de 2013      | Torneo Apertura (Cuadrangulares)               | 19:45            | Millonarios    | 1 - 1         | Deportivo Cali   |
| 249    | 19 de octubre de 2013    | Torneo Finalización                            | 19:45            | Millonarios    | 1 - 0         | Deportivo Cali   |
| 250    | 20 de noviembre de 2013  | Torneo Finalización (Cuadrangulares)           | 19:45            | Millonarios    | 0 - 1         | Deportivo Cali   |
| 251    | 4 de diciembre de 2013   | Torneo Finalización (Cuadrangulares)           | 19:45            | Deportivo Cali | 4 - 2         | Millonarios      |
| 252    | 5 de abril de 2014       | Torneo Apertura                                | 17:00            | Millonarios    | 1 - 0         | Deportivo Cali   |
| 253    | 19 de octubre de 2014    | Torneo Finalización                            | 17:30            | Deportivo Cali | 4 - 3         | Millonarios      |
| 254    | 1 de marzo de 2015       | Torneo Apertura                                | 18:00            | Deportivo Cali | 5 - 1         | Millonarios      |
| 255    | 28 de mayo de 2015       | Torneo Apertura (Semifinal)                    | 19:00            | Millonarios    | 3 - 2         | Deportivo Cali   |
| 256    | 31 de mayo de 2015       | Torneo Apertura (Semifinal)                    | 19:00            | Deportivo Cali | 1 - 0(4-3 p.) | Millonarios      |
| 257    | 19 de agosto de 2015     | Torneo Finalización                            | 19:45            | Millonarios    | 1 - 1         | Deportivo Cali   |
| 258    | 17 de abril de 2016      | Torneo Apertura                                | 10:00            | Deportivo Cali | 1 - 1         | Millonarios      |
| 259    | 17 de agosto de 2016     | Torneo Finalización                            | 19:45            | Millonarios    | 1 - 0         | Deportivo Cali   |
| 260    | 27 de mayo de 2017       | Torneo Apertura                                | 18:00            | Deportivo Cali | 1 - 1         | Millonarios      |
| 261    | 18 de noviembre de 2017  | Torneo Finalización                            | 18:10            | Millonarios    | 5 - 1         | Deportivo Cali   |
| 262    | 24 de febrero de 2018    | Torneo Apertura                                | 19:45            | Deportivo Cali | 2 - 0         | Millonarios      |
| 263    | 19 de agosto de 2018     | Torneo Finalización                            | 17:15            | Millonarios    | 0 - 0         | Deportivo Cali   |
| 264    | 3 de marzo de 2019       | Torneo Apertura                                | 17:00            | Deportivo Cali | 1 - 1         | Millonarios      |
| 265    | 24 de agosto de 2019     | Torneo Finalización                            | 19:45            | Millonarios    | 2 - 1         | Deportivo Cali   |
| 266    | 12 de septiembre de 2020 | Campeonato colombiano                          | 18:00            | Deportivo Cali | 1 - 1         | Millonarios      |
| 267    | 29 de diciembre de 2020  | Campeonato colombiano (Liguilla de eliminados) | 18:30            | Deportivo Cali | 1 - 1 (4-3p.) | Millonarios      |
| 268    | 18 de abril de 2021      | Torneo Apertura                                | 15:30            | Millonarios    | 3 - 1         | Deportivo Cali   |
| 269    | 14 de agosto de 2021     | Torneo Finzalización                           | 20:00            | Deportivo Cali | 2 - 2         | Millonarios      |
| 270    | 13 de febrero de 2022    | Torneo Apertura                                | 18:05            | Deportivo Cali | 0 - 2         | Millonarios      |
| 271    | 6 de agosto de 2022      | Torneo Finalización                            | 20:15            | Millonarios    | 4 - 2         | Deportivo Cali   |
| 272    | 5 de marzo de 2023       | Torneo Apertura                                | 15:30            | Millonarios    | 2 - 0         | Deportivo Cali   |
| 273    | 24 de agosto de 2023     | Torneo Finalización                            | 20:30            | Deportivo Cali | 0 - 0         | Millonarios      |
| 274    | 23 de marzo de 2024      | Torneo Apertura                                | 14:00            | Millonarios    | 1 - 1         | Deportivo Cali   |
| 275    | 4 de octubre de 2024     | Torneo Finalización                            | 19:40            | Deportivo Cali | 0 - 1         | Millonarios      |
| 276    | 23 de febrero de 2025    | Torneo Apertura                                | 18:10            | Deportivo Cali | 3 - 1         | Millonarios      |
| 277    | 8 de agosto de 2025      | Torneo Finalización                            | 19:30            | Millonarios    | 3 - 3         | Deportivo Cali   |

## Historial
Estadísticas de los partidos de Liga:
- Actualizado el 8 de agosto de 2025.[3][4]

| Motivo              | PJ  | GM | E  | GC  | GolM | GolC |
| ------------------- | --- | -- | -- | --- | ---- | ---- |
| Categoría Primera A | 277 | 96 | 80 | 101 | 372  | 373  |

| PJ: partidos jugados       |
| GC: ganador Cali           |
| GM: ganador Millonarios    |
| E: empate                  |
| GolC: goles de Cali        |
| GolM: goles de Millonarios |

| Equipo         | Victorias | Empates | Derrotas | Goles |
| -------------- | --------- | ------- | -------- | ----- |
| Millonarios    | 96        | 80      | 101      | 372   |
| Deportivo Cali | 101       | 80      | 96       | 373   |

Datos actualizados: 8 de agosto de 2025.
| Equipo         | Victorias como local | Empates como local | Derrotas como local | Goles |
| -------------- | -------------------- | ------------------ | ------------------- | ----- |
| Millonarios    | 72                   | 35                 | 32                  | 233   |
| Deportivo Cali | 69                   | 45                 | 24                  | 224   |

Datos actualizados: 8 de agosto de 2025.
| Equipo         | Victorias como visitante | Empates como visitante | Derrotas como visitante | Goles |
| -------------- | ------------------------ | ---------------------- | ----------------------- | ----- |
| Millonarios    | 24                       | 45                     | 69                      | 139   |
| Deportivo Cali | 32                       | 35                     | 72                      | 149   |

Datos actualizados: 8 de agosto de 2025.
Enfrentamientos por copas internacionales
| Motivo                 | PJ | GM | E | GC | GolM | GolC |
| ---------------------- | -- | -- | - | -- | ---- | ---- |
| Copa Libertadores 1968 | 2  | 1  | 0 | 1  | 4    | 3    |
| Copa Libertadores 1973 | 2  | 1  | 1 | 0  | 6    | 2    |
| Copa Libertadores 1979 | 2  | 0  | 1 | 1  | 1    | 3    |
| Copa Libertadores 1997 | 2  | 1  | 1 | 0  | 4    | 3    |
| Copa Sudamericana 2020 | 2  | 1  | 0 | 1  | 3    | 3    |
| TOTALES                | 10 | 4  | 3 | 3  | 17   | 15   |

| PJ: partidos jugados       |
| GM: ganador Millonarios    |
| GC: ganador Cali           |
| E: empate                  |
| GolC: goles de Cali        |
| GolM: goles de Millonarios |

Enfrentamientos en total
- Actualizado el 8 de agosto de 2025.[5]

| Motivo                                                                 | PJ  | GM  | E  | GC  |
| ---------------------------------------------------------------------- | --- | --- | -- | --- |
| Categoría Primera A + Copa Libertadores de América + Copa Sudamericana | 287 | 100 | 83 | 104 |

| PJ: partidos jugados    |
| GC: ganador Cali        |
| GM: ganador Millonarios |
| E: empate               |

### Enfrentamientos por Liga Femenina
- Actualizado el 9 de abril de 2025.[3][4]

| Motivo        | PJ | GM | E | GC | GolM | GolC |
| ------------- | -- | -- | - | -- | ---- | ---- |
| Liga Femenina | 10 | 2  | 3 | 5  | 10   | 16   |

| PJ: partidos jugados       |
| GC: ganador Cali           |
| GM: ganador Millonarios    |
| E: empate                  |
| GolC: goles de Cali        |
| GolM: goles de Millonarios |

## Palmarés

### Masculino
Millonarios y Deportivo Cali (23 a 12). A continuación se listan la cantidad de Torneos oficiales de ambos equipos:
| Torneo                                                                        | Títulos de Millonarios | Títulos de Deportivo Cali |
| ----------------------------------------------------------------------------- | ---------------------- | ------------------------- |
| Categoría Primera A (1948-Presente)                                           | 16                     | 10                        |
| Copa Colombia                                                                 | 3                      | 1                         |
| Superliga de Colombia                                                         | 2                      | 1                         |
| Torneos internacionales de la Conmebol-FIFA o de federaciones (1948-presente) | 2                      | 0                         |
| Totales                                                                       | 23                     | 12                        |
| Tabla Histórica de la Categoría Primera A (2024)                              | 1° (5 719 puntos)      | 3° (5 427 puntos)         |
| Clasificación de Clubes de la CONMEBOL (2025)                                 | 53° (1 222,2 puntos)   | 48° (1 401,5 puntos)      |
| Tabla Histórica de la Copa Libertadores                                       | 47° (120 puntos)       | 32° (183 puntos)          |
| Tabla Histórica de la Copa Sudamericana                                       | 32° (47 puntos)        | 35° (45 puntos)           |
| Tabla Histórica de la Copa Merconorte                                         | 1° (54 puntos)         | 15° (14 puntos)           |

### Femenino
| Torneo                                | Títulos de Millonarios | Títulos de Deportivo Cali |
| ------------------------------------- | ---------------------- | ------------------------- |
| Liga Femenina                         | 0                      | 2                         |
| Copa Libertadores de América Femenina | 0                      | 0                         |
| Totales de títulos oficiales          | 0                      | 2                         |

## Datos generales
| Estadísticas                                    | Millonarios         | Deportivo Cali      |
| ----------------------------------------------- | ------------------- | ------------------- |
| Año de fundación del club                       | 1946                | 1912                |
| Aforo del estadio                               | 36.343 espectadores | 55.500 espectadores |
| Temporadas en Primera A (Incluye Apertura 2025) | 100 (todas)         | 97                  |
| Campeón de la Categoría Primera A               | 16                  | 10                  |
| Subcampeón de la Categoría Primera A            | 10                  | 14                  |
| Clasificación histórica en la Primera A         | 1°                  | 3°                  |
| Goleadores en la Primera A                      | 16                  | 8                   |
| Campeón de la Copa Colombia                     | 3                   | 1                   |
| Subcampeón de la Copa Colombia                  | 2                   | 2                   |
| Goleadores en Copa Colombia                     | 4                   | 2                   |
| Campeón de la Superliga de Colombia             | 2                   | 1                   |
| Subcampeón de la Superliga de Colombia          | 1                   | 1                   |
| Goleadores en Superliga de Colombia             | 2                   | 2                   |
| Participaciones en Copa Libertadores            | 20                  | 21                  |
| Subcampeón de Copa Libertadores                 | 0                   | 2                   |
| Goleadores en Copa Libertadores                 | 1                   | 3                   |
| Participaciones en Copa Sudamericana            | 7                   | 11                  |
| Goleadores en Copa Sudamericana                 | 2                   | 0                   |
| Participaciones en Copa Merconorte              | 4                   | 1                   |
| Campeón de la Copa Merconorte                   | 1                   | 0                   |
| Subcampeón de la Copa Merconorte                | 1                   | 1                   |
| Goleadores en la Copa Merconorte                | 1                   | 0                   |
| Participaciones en Copa Simón Bolívar           | 1                   | 1                   |
| Campeón de la Copa Simón Bolívar                | 1                   | 0                   |
| Subtítulos Nacionales oficiales                 | 12                  | 17                  |
| Subtítulos Internacionales oficiales            | 1                   | 3                   |
| Títulos Nacionales oficiales                    | 21                  | 12                  |
| Títulos Internacionales oficiales               | 2                   | 0                   |